# Bert Bandstra
Bert Andrew Bandstra, född 25 januari 1922 i Monroe County i Iowa, död 23 oktober 1995 i Pella i Iowa, var en amerikansk politiker (demokrat). Han var ledamot av USA:s representanthus 1965–1967.
Bandstra är begravd på Oakwood Cemetery i Pella i Iowa.